# San Antonio megye (Jujuy)
San Antonio egy megye Argentínában, Jujuy tartományban. A megye székhelye San Antonio.

## Települések
Önkormányzatok és települések (Municipios)
- San Antonio
- Loteo Navea
- El Ceibal